# نيك مودي
نيك مودي (بالإنجليزية: Nick Moody)‏ هو لاعب كرة قدم أمريكية أمريكي، ولد في 29 يناير 1990 في Wyncote, Pennsylvania ‏ في الولايات المتحدة.

## وصلات خارجية
- نيك مودي على موقع مرجع كرة القدم المحترفة.كوم (الإنجليزية)